# Café del Cerro
El Café del Cerro fue una cafetería ubicada en Recoleta, Santiago de Chile, destacada por su actividad cultural durante la década de 1980, en plena dictadura militar pinochetista.
Estaba ubicado en la calle Ernesto Pinto Lagarrigue 192, en la esquina con Antonia López de Bello, en pleno barrio Bellavista. En el mismo edificio opera actualmente el Club Chocolate.[cita requerida]

## Historia
Fue inaugurado el 15 de septiembre de 1982.[cita requerida] Fundado por Mario Navarro y Marjorie Kusch. En él se realizaban talleres de plástica, actuación, danza y, en especial, recitales musicales de artistas como Congreso, Hugo Moraga, Wampara, Óscar Andrade, Isabel Aldunate, Eduardo Peralta, Chamal, Arak Pacha, Manka Saya, Schwenke & Nilo, Santiago del Nuevo Extremo, Los Prisioneros, Los Tres,  La Ley, De Kiruza, Fulano, Pablo Herrera, y otros que regresaban del exilio como Patricio Manns, Inti Illimani, Illapu, además de artistas extranjeros como Luis Alberto Spinetta, Leo Maslíah y Siniestro Total.[cita requerida] Fue además el principal escenario de los artistas ligados al movimiento musical conocido como Canto Nuevo.[cita requerida]
En 1992 el Café del Cerro cerró sus puertas, tras una década de vida, con las palabras de su dueño Mario Navarro: "Fuimos taquilleros y fuimos snob también". Actualmente funciona en esas dependencias el Club Chocolate.
En 2001 el Sello Alerce recopiló 17 temas de varios músicos chilenos en un disco titulado Café del Cerro.